# 4484 Сіф
4484 Сіф (4484 Sif) — астероїд головного поясу, відкритий 25 лютого 1987 року.
Тіссеранів параметр щодо Юпітера — 3,204.
Названо на честь богині родючості Сіф давньоскан. Sif в германо-скандинавській міфології.